# Nuevo Venustiano Carranza
Nuevo Venustiano Carranza är en ort i Mexiko.   Den ligger i kommunen Heroica Ciudad de Ejutla de Crespo och delstaten Oaxaca, i den sydöstra delen av landet, 400 km sydost om huvudstaden Mexico City. Nuevo Venustiano Carranza ligger 1 612 meter över havet och antalet invånare är 361.
Terrängen runt Nuevo Venustiano Carranza är varierad. Runt Nuevo Venustiano Carranza är det glesbefolkat, med 16 invånare per kvadratkilometer. Närmaste större samhälle är Coatecas Altas, 6,7 km väster om Nuevo Venustiano Carranza. Trakten runt Nuevo Venustiano Carranza består i huvudsak av gräsmarker.